# Hylemera aurantia
Hylemera aurantia là một loài bướm đêm trong họ Geometridae.